# 蔣一中
蔣一中（？年—？年），崇禎五年任四川鄰水縣知縣。緝獲無城強盜一起三十名，已獲三名，未獲二十七名，照捕盜不及事例以批文到日為始，照例停止俸祿，候拏獲一半以上方准開支。